# جون مار فاجاردو
جون مار فاجاردو (بالتاغالوغية: June Mar Fajardo) ولد في 17 نوفمبر 1989 بالفلبين، هو لاعب كرة سلة فلبيني. بدأ مسيرته الاحترافية سنة 2011. يلعب مع سان ميغيل بيرمن في الرابطة الفلبينية لكرة السلة كلاعب وسط. يحمل الرقم 15. يبلغ طوله 6 قدم 11 بوصة (2.1 م). مثّل منتخب بلاده وحقق المركز الثاني في بطولة أمم آسيا لكرة السلة 2013.

## الميداليات
| الميدالية | المسابقة                       |
| --------- | ------------------------------ |
| فضية      | بطولة أمم آسيا لكرة السلة 2013 |

## روابط خارجية
- جون مار فاجاردو على موقع الاتحاد الدولي لكرة السلة (الإنجليزية)
- جون مار فاجاردو على موقع كرة السلة الأوروبية.كوم (الإنجليزية)
- جون مار فاجاردو على موقع ريلجم (الإنجليزية)
- جون مار فاجاردو على موقع بروبوليرز (الإنجليزية)
- جون مار فاجاردو على موقع سبورتس رفرنس (الإنجليزية)